# Banbury cake

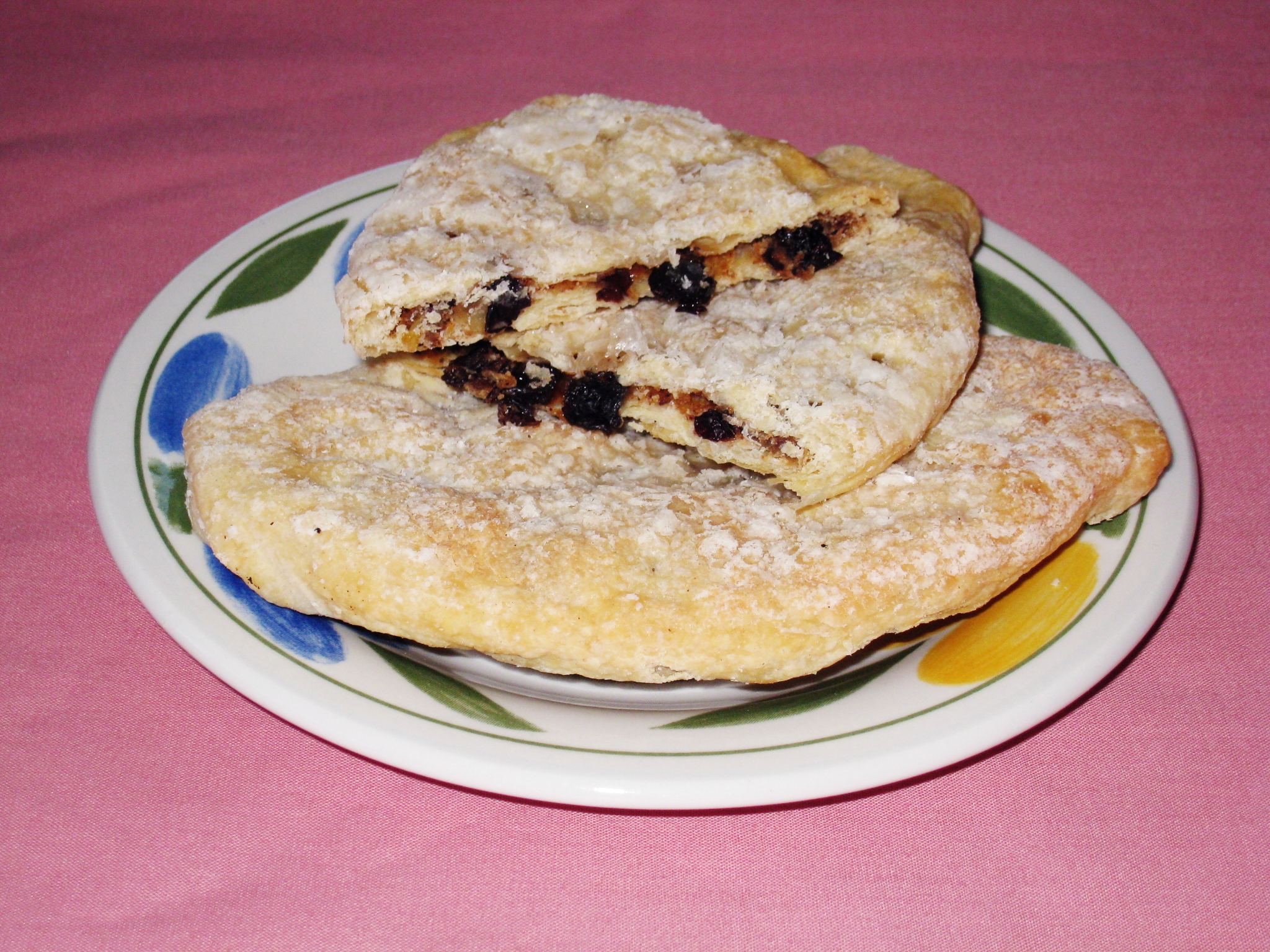
Dos Banbury cakes, uno de ellos cortado en dos.

El Banbury cake es un dulce plano, especiado y relleno de pasas parecido a un pastel de Eccles, aunque con forma más ovalada. Hecho y vendido exclusivamente en Banbury (Oxfordshire, Inglaterra), los Banbury cakes se elaboran en la región con recetas secretas desde 1586 o antes, aunque no en tanta cantidad en la actualidad. En tiempos se distribuyeron tan lejos como a Australia, la India y los Estados Unidos.
Los Banbury cakes fueron hechos por primera vez en el siglo XVI por Edward Welchman, cuya tienda estaba en Parsons Street. A finales del siglo XIX en las ruidosas salas de espera de la estación del tren de Swindon vendían «Banbury cakes y pasteles de cerdo (obviamente rancios)».